# みずほ (巡視船・初代)
「みずほ」（Mizuho）は、海上保安庁のヘリコプター2機搭載型巡視船。みずほ型巡視船のネームシップにあたり、PLH-21の記号・番号を付されている。配属替えに伴って、2019年には「ふそう」（Fusō）に改名された。

## 船歴
1986年3月19日に竣工し、横浜海上保安部（第三管区）に配属された。その後、「しきしま」の就役に伴い、1991年12月16日には名古屋海上保安部（第四管区）に配属替えとなった。
また2019年7月5日には、新「みずほ」の就役に伴って舞鶴海上保安部（第八管区）に配属替えとなり、この際に「ふそう」に改名された。なお旧「みずほ」時代の搭載機はそのまま新「みずほ」に移行したため、「ふそう」は当面は固有の搭載機なしで運用されている。
2024年3月15日、解役。総航程は地球約41周分。

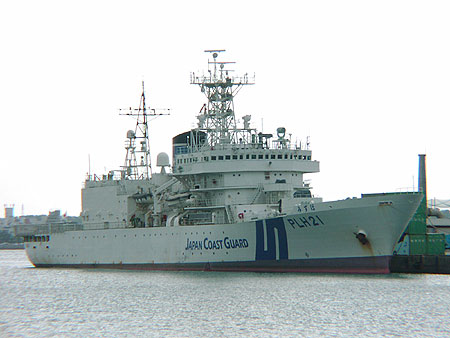
「みずほ」時代の船影

## 搭載機の変遷
| 機種     | 機番  | 愛称          | 配属期間                       | 備考                                                                                           |
| -------- | ----- | ------------- | ------------------------------ | ---------------------------------------------------------------------------------------------- |
| ベル 212 | MH618 | シーボーイ1号 | 1986年03月09日～2015年02月14日 | 本船への搭載終了とともに解役                                                                   |
| ベル 212 | MH619 | シーボーイ2号 | 1988年03月09日～2009年02月09日 | 本船への搭載終了とともに解役                                                                   |
| ベル 212 | MH561 | シーボーイ2号 | 2009年02月09日～2014年04月07日 | 本船への搭載終了とともに解役                                                                   |
| ベル 412 | MH714 | いせたか1号   | 2014年02月24日～2019年07月05日 | MH618の代替機として本船に配属替え・愛称変更されたもの 新「みずほ」就役に伴って本船より配属替え |
| ベル 412 | MH756 | いせたか2号   | 2014年02月24日～2019年07月05日 | MH561の代替機として本船に配属替え・愛称変更されたもの 新「みずほ」就役に伴って本船より配属替え |